# Pavarotti & Friends for Afghanistan
Pavarotti & Friends for Afghanistan è l'ottavo album dell'omonimo evento organizzato da Luciano Pavarotti, realizzato a Modena il 29 maggio 2001.

## Descrizione
Il concerto raccolse 3,3 milioni di dollari in favore dei progetti dell'Alto commissariato delle Nazioni Unite per i rifugiati dell'Afghanistan.

## Tracce
1. Luciano Pavarotti & Tom Jones - Delilah
2. Barry White - Let the Music Play
3. Luciano Pavarotti & George Benson - The greatest love of all
4. Morcheeba - Rome wasn't built in a day
5. Luciano Pavarotti & Patty Pravo - Pazza idea
6. Tom Jones - Sex bomb
7. Luciano Pavarotti, Celia Cruz & Jarabe de Palo - Guantanamera
8. Jarabe de Palo - La Flaca
9. Bono, Fiorella Mannoia - Caruso
10. Deep Purple - Smoke on the Water
11. Luciano Pavarotti, Ian Gillan, Deep Purple - Turandot, Act 3: Nessun Dorma